# Regula Imboden
Regula Imboden (* 7. November 1966 in Sitten) ist eine Schweizer Schauspielerin und Sprecherin.

## Leben
Regula Imboden studierte von 1988 bis 1992 an der Hochschule für Musik und Theater Bern Schauspiel. Danach hatte sie Engagements am Theater Erlangen, Stadttheater Luzern, Theater Winkelwiese in Zürich und Theater Marie in Aarau. Im Jahr 2009 gründete sie imbodenproduction, um eigene Theaterprojekte zu realisieren.
Sie war in verschiedenen Schweizer Kino- und Fernsehproduktionen zu sehen, häufig zusammen mit Beat Schlatter. Einem breiten Publikum wurde Regula Imboden im Jahr 2000 bekannt durch die Schweizer Sitcom Fertig lustig, wo sie die Rolle der Mutter Angela Brugger verkörperte.
Sie arbeitet auch als Sprecherin für das Schweizer Fernsehen und lebt heute in Zürich.

## Filmografie
- 1994: Liebe Lügen
- 1996: Katzendiebe
- 1998: Grosse Gefühle
- 2000: Komiker
- 2000–2002: Fertig lustig (Sitcom, Hauptrolle)
- 2004: Lous Waschsalon
- 2006: Cannabis
- 2008: Der Fürsorger
- 2012: Dead Fucking Last
- 2013: Am Hang
- 2013: Tempo Girl

## Theater (Auswahl)
- 1992–1993: Fräulein Julie
- 1996–1999: Romeo und Julia auf dem Dorfe
- 1996–1999: Der Geizhals
- 2000: Die Gerechten
- 2002–2003: Elektra
- 2006: Geschlossene Gesellschaft
- 2008: Die Blendung
- 2011: 1611 (frei nach Der Sturm)
- 2013: Aline[3]
- 2015: Polizeiruf 117[4]